# Xian de Fuyu (Jilin)
Pour les articles homonymes, voir Fuyu (homonymie).
Le xian de Fuyu (扶余县 ; pinyin : Fúyú Xiàn) est un district administratif de la province du Jilin en Chine. Il est placé sous la juridiction de la ville-préfecture de Songyuan.

## Démographie
La population du district était de 736 683 habitants en 1999.